# Trinity College (Dublín)
Trinity College, Dublin o formalmente College of the Holy and Undivided Trinity of Queen Elizabeth near Dublin (Colegio de la Santa e Indivisa Trinidad de la Reina Isabel junto a Dublín), fue fundado en 1592 por la Reina Isabel I, y es el único college constituyente de la Universidad de Dublín, al contrario de lo que ocurre en Oxford y Cambridge, universidades hermanadas sobre las que fue modelada. Con todo, es la universidad más antigua de Irlanda, una de las siete universidades antiguas históricas de las islas británicas y una de las mejores del mundo a nivel académico. El Trinity College se ubica en College Green, frente a la antigua Parliment House (hoy en día principal sucursal del Banco de Irlanda). El campus ocupa 47 acres (190.000 m²), con muchos edificios tanto nuevos como antiguos que conforman un rico patrimonio histórico-artístico, vertebrados alrededor de grandes patios y dos campos de juego.
El colegio y la universidad son efectivamente uno, y son usualmente referidos como tal colectivamente como University of Dublin, Trinity College. La principal excepción a esto es el otorgamiento de grados; el college provee todos los programas y el personal académico son miembros de él, pero la universidad confiere el título, ya sea grado, doctorado o máster filológico, de artes...

## Ubicación

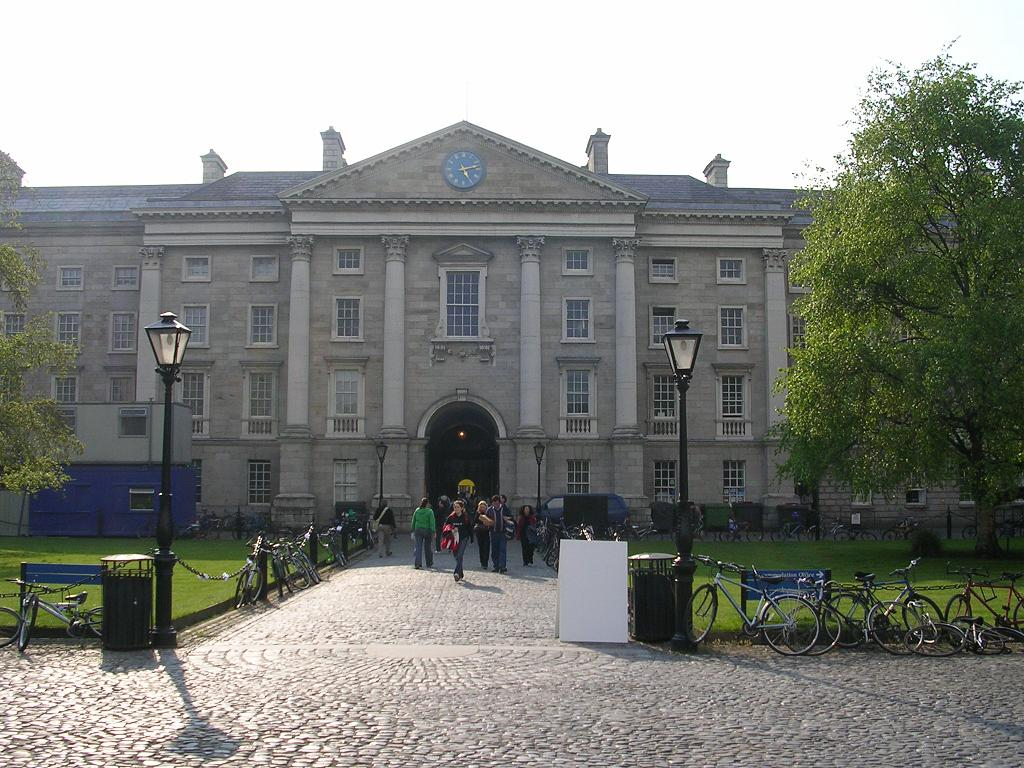
Arco de entrada al Trinity College.

Trinity retiene una fuerte atmósfera estudiantil a pesar de su ubicación en el centro urbano de una ciudad capital. Esto es en gran parte debido al diseño compacto de su campus. Los edificios principales miran hacia adentro y hay un pequeño número de puertas públicas. La isla principal del campus es de aproximadamente 47 acres (190.202 m²), incluyendo el Trinity College Enterprise Centre. Hay 200.000 m² de edificios, entre ellos con arquitecturas históricas y edificios modernos de punta.
Adicionalmente al soberbio campus en el centro de la ciudad, Trinity también incorpora los edificios de la Facultad de Ciencias de la Salud ubicados en el Hospital Escuela de St. James y el Adelaide y Meath que alberga el Hospital Nacional Infantil, Tallaght. El Trinity Centre en el Hospital St. James fue recientemente terminado y cuenta con aulas de enseñanza adicionales, así como el Instituto de Medicina Molecular y el Instituto para la Leucemia John Durkan.
El número de estudiantes se ha incrementado en las últimas dos décadas, con un total de inscripciones que supera el doble de las plazas disponibles, y llevando a presión en los recursos. Muchos estudiantes viven en el campus, o en Trinity Hall en Dartry, cuatro kilómetros al sur del campus en la ciudad, pero un gran número vive fuera de la universidad. Los estudiantes extranjeros o de intercambio tienen prioridad cuando se asignan los lugares en el campus y en Trinity Hall. Trinity Hall da hogar a mil estudiantes, de los cuales la mayoría está en el primer año. Estudiantes de posgrado, internacionales y otros continuando sus estudios también tienen habitaciones ahí.

## Academia

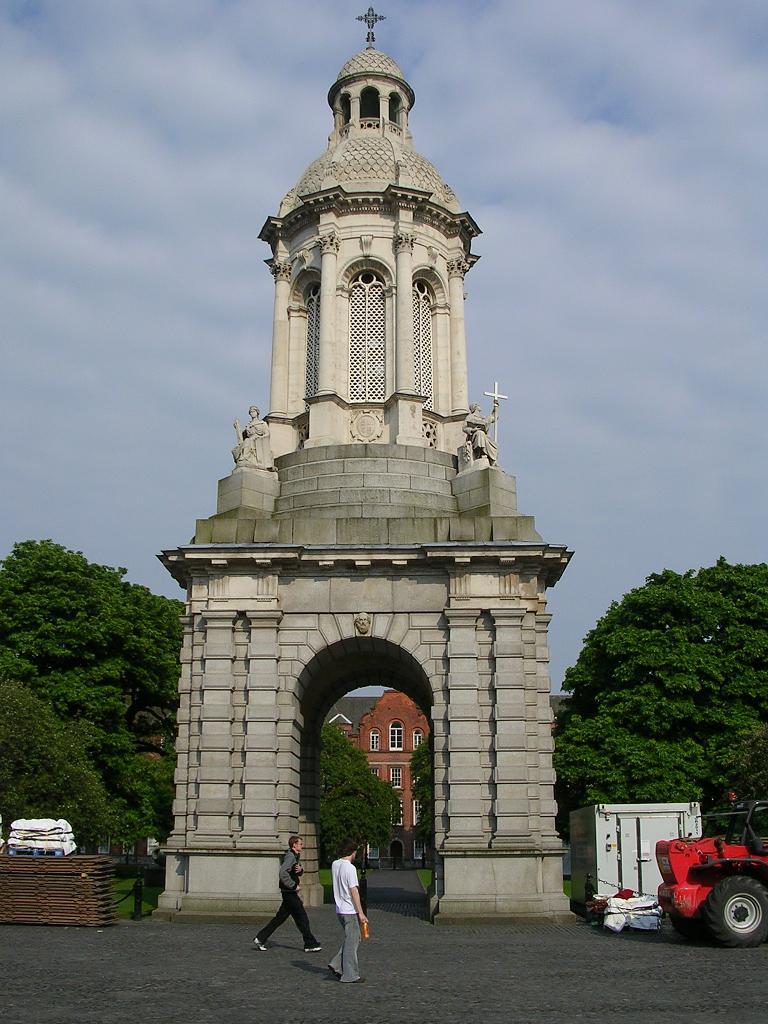
Trinity College, Dublín.

El año escolar del Trinity está dividido en tres periodos: Michaelmas term (octubre, noviembre, diciembre), Hilary term (enero, febrero, marzo) y el Trinity term (marzo, abril, mayo). Los estudiantes de primer año son llamados Junior Freshmen; los de segundo año Sénior Freshmen; los de tercer año Junior Sophisters y los de cuarto año Sénior Sophisters.
Las cinco facultades del Trinity son:
- Artes y Humanidades
- Ciencias Sociales y Humanas
- Ciencias de Ingeniería y Sistemas
- Ciencias de la Salud
- Ciencias Naturales

### Estatus
El Trinity College, Dublín, está considerada como la mejor universidad en Irlanda en diversas clasificaciones mundiales. El último recuento en el ranking de Shanghai la sitúa entre las 200 mejores del mundo y como una de las mejores en Europa. En otras clasificaciones, por otro lado, que tienen más en cuenta los estudios humanísticos llega a situarse en el puesto 81 a nivel mundial, si bien muchos departamentos o estudios a título individual como el Masters in Supply Management, la School of Business o el Department of Classics se encuentran en el top 15 mundial

### Pregrado
Los estudiantes en el nivel del pregrado son usualmente recompensandos con un diploma en Licenciatura en Artes Honorario (BA Hons.) después de cuatro años, pero en casos excepcionales o en algunas áreas profesionales tales como medicina pueden recibir un BA Ordinario después de tres años de estudio. Los licenciados que tengan sus grados por al menos tres años pueden pagar una cuota nominal para conseguir que les sea conferido el grado de Maestría en Artes, como en Oxbridge. Esto está más cerca del modelo escocés que del inglés; la mayoría de las universidades irlandesas otorgan Licenciatura en Artes después de tres años de estudio, aunque algunos otros grados de licenciatura, tales como odontología, ingeniería, medicina o ciencias, normalmente toman más tiempo. En años recientes se les ha ofrecido a los estudiantes una limitada serie de cursos fuera de su campo de estudio bajo una política de 'currículum amplio'. La Escuela de Derecho otorga el LL.B., el LL.B. (ling. frac.) y el LL.B. (ling. germ.). Otros grados incluyen el BAI (ingeniería), B.Sc. (Pharm) (farmacéutica) y el BBS (estudios en negocios). El grado B.Sc. no tiene uso amplio; la mayoría de los estudiantes de ciencias e informática obtienen un BA.

### Posgrado

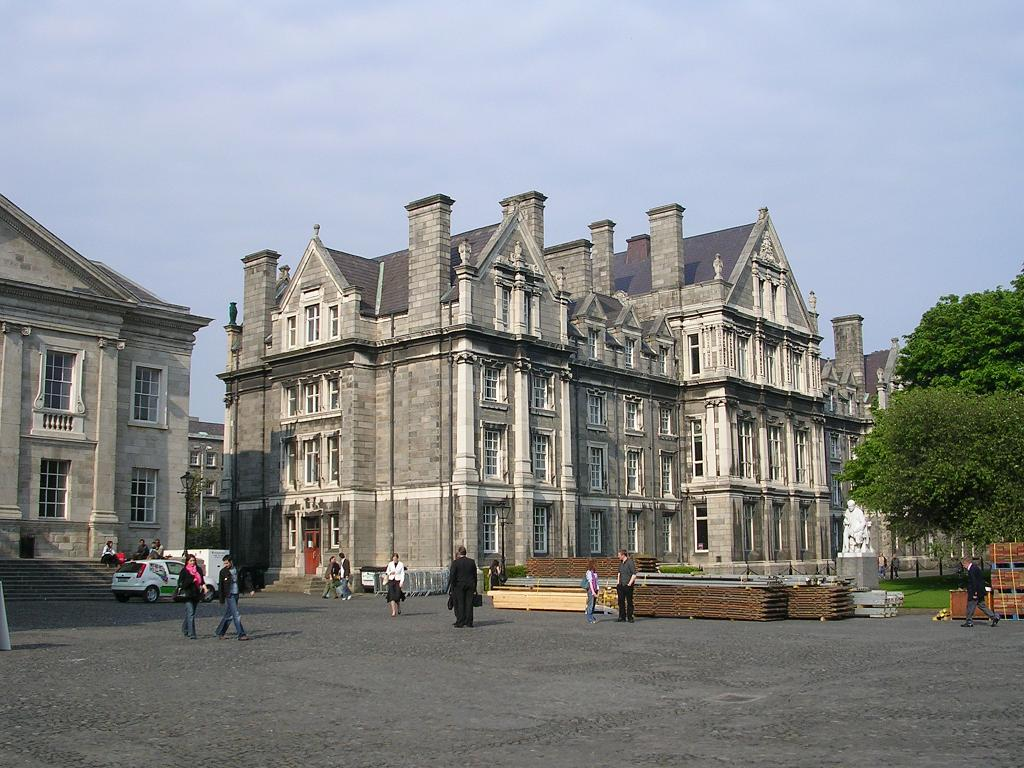
El edificio-memorial de los Graduados.

En el nivel de posgrado, el Trinity ofrece una variedad de grados de enseñanza e investigación en todas las facultades. La multidisciplinaria Irish School of Ecumenics provee mayores oportunidades para estudiantes de posgrado más allá de las principales facultades y es un instituto de posgrado que se centra en investigación aplicada uniendo política, teología y religión.
Junto con los grados académicos, el colegio ofrece diplomados de Posgrado.

### Admisión
Los estudiantes irlandeses son admitidos a través del Programa de Admisión al Trinity que tiene como objetivo facilitar la entrada de sectores de la sociedad que de otra manera estarían mal representados. La oficina de admisiones tiene procedimientos para considerar las solicitudes de estudiantes maduros e internacionales. Hay una gran demanda para los cursos del Trinity por lo que la competencia puede ser difícil.
El Trinity también tiene procesos formales para admitir solicitudes con base en los resultados del UK GCE A-Level, que es una importante vía de entrada para los estudiantes de Irlanda del Norte.

### Premios
Los estudiantes que entran con resultados excepcionales en el Leaving Certificate son recompensados con una Exhibición de Entrada, que consiste en un premio en forma de descuentos en libros y la oportunidad de obtener un cuarto en el campus.
Alumnos de cualquier año, normalmente Sénior Freshmen, pueden elegir presentar el examen de la Fundación de Becas, que toma lugar entre el periodo Hilary y el Trinity. Los estudiantes de la Fundación son parte del corporativo, y todos los estudiantes de los estados de la Unión Europea tienen derecho a cuartos y cuotas gratis por la duración de su beca, que puede durar hasta cinco años. Los estudiantes de la Fundación que no sean de miembros de la Unión Europea tienen sus tarifas reducidas a nivel de estudiantes de la UE.

## La biblioteca

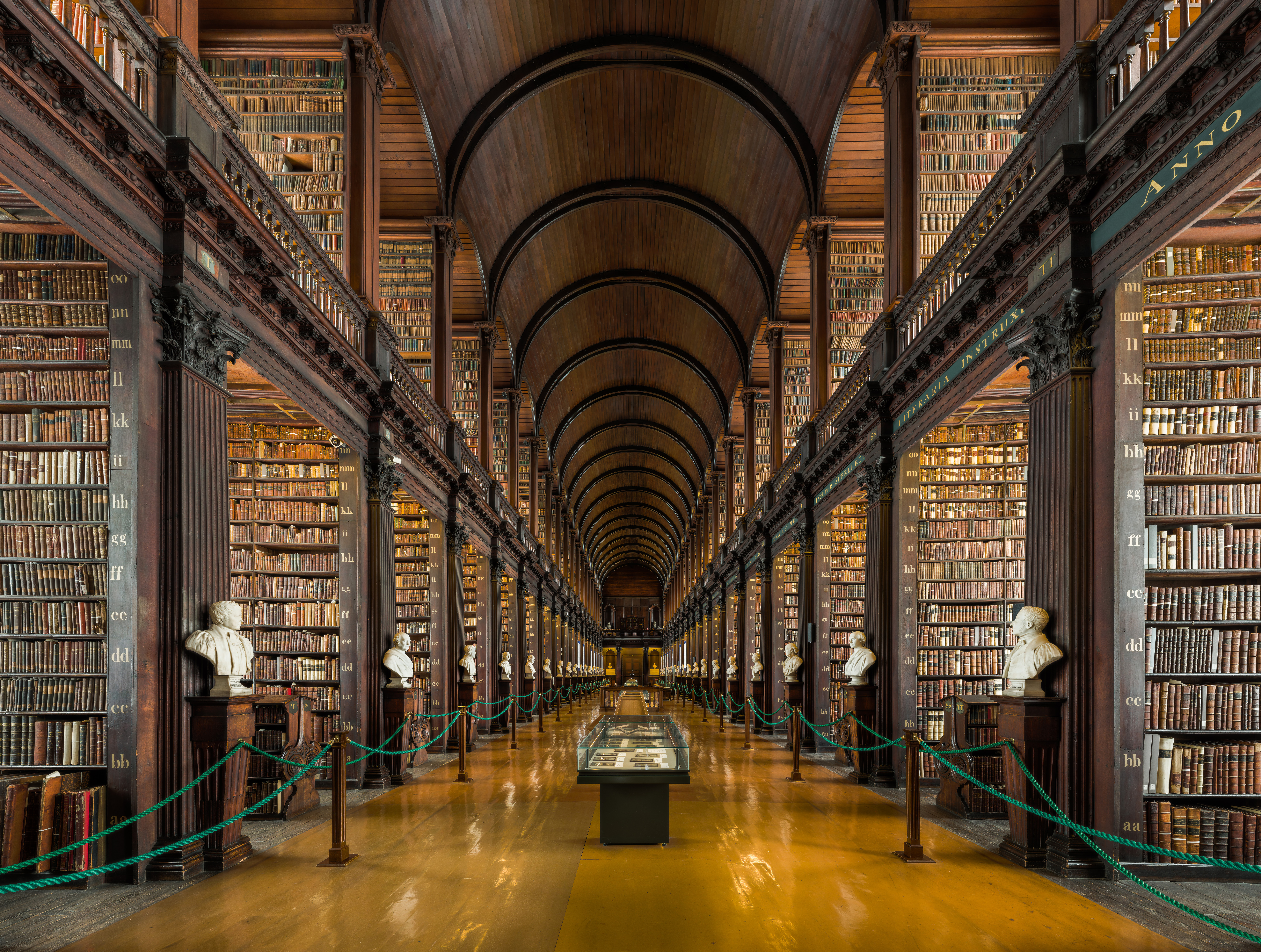
Interior de la biblioteca

La biblioteca del Trinity College es la biblioteca de investigación más grande en Irlanda. Como resultado de su importancia histórica, el Trinity es una biblioteca nacional del Reino Unido de Gran Bretaña e Irlanda del Norte,[cita requerida] y tiene estatus similar en la ley Irlandesa. El colegio, por tanto, tiene derecho legal a una copia de todos los libros publicados en Gran Bretaña e Irlanda y consecuentemente recibe más de 100.000 nuevos artículos cada año. La biblioteca contiene 4.25 millones de libros, incluyendo 30.000 seriales actuales y colecciones significativas de manuscritos, mapas y música impresa. Seis bibliotecas están disponible para uso general de los estudiantes.
La biblioteca, diseñada por James Ussher con un coste de 27 millones de euros y abierta oficialmente por la presidenta de Irlanda en abril de 2003, es la más nueva adición a las instalaciones de la biblioteca del Trinity. El edificio de ocho pisos y 9.500 m² provée 750 nuevos espacios de lectura y alberga la Biblioteca de Mapas Glucksman y el Departamento de Conservación.
El Libro de Kells es por mucho el libro más famoso de la biblioteca y está localizado en la Vieja Biblioteca. Junto con el Gran Cuarto, la Vieja Biblioteca es una de las más grandes atracciones turísticas de Irlanda. Aunque el Libro de Kells ha sido exhibido en otros lugares, el daño causado en un préstamo en el 2000 a una institución australiana ha llevado a la política de no permitir que el libro deje Trinity de nuevo.
Está ampliamente documentado que la aparición de los archivos Jedi en El ataque de los clones estuvo inspirado por el Gran Cuarto debido a la similitud casi clónica entre los dos. Trinity consideró ejercer una acción legal pero nunca se llevó a cabo.

## Actividades estudiantiles

### Clubs

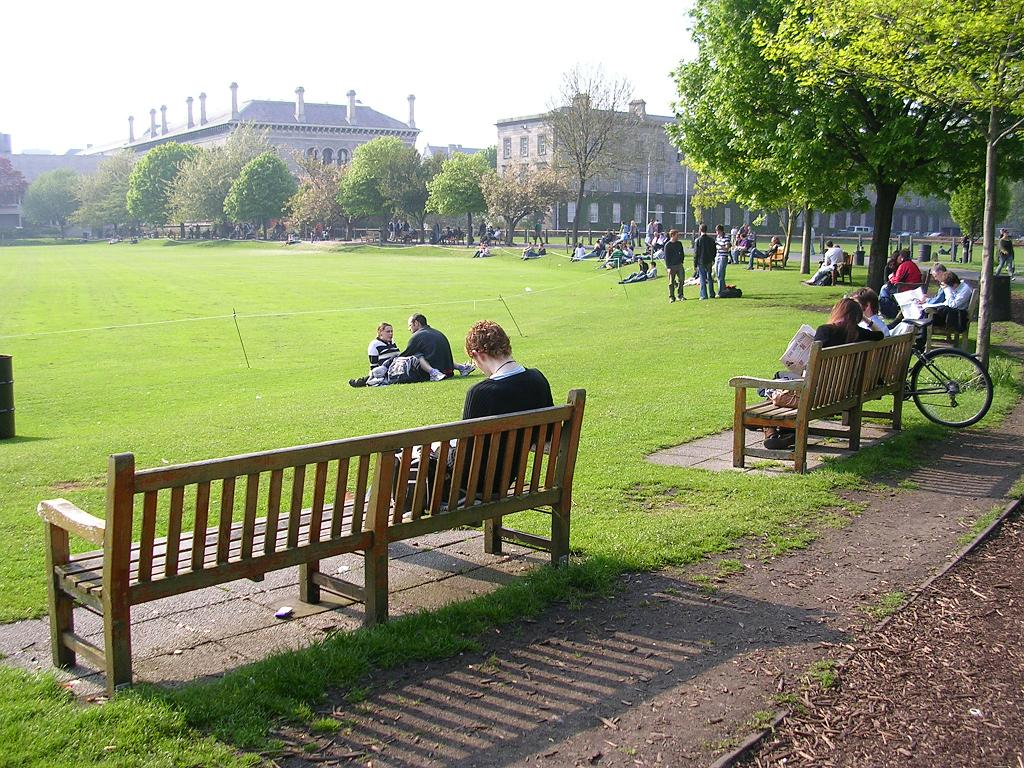
Trinity College, Dublín.

Trinity College tiene 49 clubs deportivos afiliados al Club Atlético Central de la University of Dublin Hay una gran tradición deportiva en Trinity; sin embargo, en años recientes el progreso deportivo se ha visto dañado en parte porque los estudiantes se involucran en el deporte por propósitos recreativos más que por razones competitivas.
EL CACUD está formado de cinco comités elegidos democráticamente que vigilan el desarrollo del deporte en el colegio: el Comité Ejecutivo es responsable de todas las actividades; el Comité de Capitanes representa a los capitanes de los 49 clubes y otorga Colores Universitarios (Rosas), el Comité del Pavilion Bar administra el bar privado de miembros, el Comité de Miembros del Pavilion y el Comité de Instalaciones Deportivas.
Los clubes más antiguos incluyen el Club de Cricket de la University of Dublin (1835) y Club de Remo de la University of Dublin](1836). Club de Fútbol de la University of Dublin que juega rugby fue fundado en 1854 y es el club más viejo de fútbol mejor documentado. El Club de Hockey de la University of Dublin fue fundado en 1893. El Club Atlético de la Dublin University fue fundado en 1895.
El Club de Canoa de la University of Dublin fue formado en 1982 y es ahora uno de los clubes más exitosos del colegio. El antiguo "Club de Kayak" que se involucraba sólo en carreras a nivel interuniversitario desapareció cuando los miembros del CCDU llegaron al colegio.
Existen varios clubes deportivos para graduados que existen separadamente al CACUD incluyendo los Museum Players de la Dublin University (cricket), el Lady Elizabeth Boat Club (remo) y el Mary Lyons Memorial Mallets (croquet).

### Publicaciones
Trinity College, Dublín tiene una tradición muy fuerte de publicaciones estudiantiles, variando desde lo serio hasta lo satírico. Muchas publicaciones estudiantiles son administradas por el Comité de Publicaciones de la University of Dublin (usualmente conocido como 'Pubs') quien mantiene y administra el cuarto de publicaciones (ubicado en la Casa 6) y todo el equipo asociado necesario para publicar sus periódicos y revistas.
Trinity News, que ganó el Premio al Periódico del Año en los Premios Nacionales de Medios Estudiantiles en abril de 2005, es el periódico estudiantil más antiguo de Irlanda habiendo estado en circulación desde 1947, y actualmente es publicado a diario. Incluye, entre otras, secciones de noticias, nacionales e internacionales, artículos, películas, música, comida y bebida, unión estudiantil y sociedades, gaeilge, ciencia, artículos deportivos y deportes. El periódico recibió un récord de 15 nominaciones para los Premios Nacionales de Medios Estudiantiles del 2006, ganando 5.
Las revistas actualmente en publicación incluyen Piranha! (sátira estilo "Private Eye"), le generalista Miscellany (una de las revistas más antiguas de Irlanda), y la orientada al arte Icarus. Otras publicaciones activas incluyen el Student Economic Review que es un periódico producido y organizado independientemente por estudiantes de Economía, el Law Review y el Trinity Student Medical Journal. Algunos títulos más viejos que ya no se publican incluyen Central Review, Trinity Intellectual Times, Harlot, Evoke, y Alternate.
Un periódico estudiantil rival en el campus es el University Record, que existe separado del Comité de Publicaciones y es publicado cada tres semanas. El University Record, al ser independiente de Pubs, es la voz de la Unión de Estudiantes del Trinity College y es editado por el diputado presidente de la Unión. Muchos de sus contribuidores son atraídos de los representantes de clase.

### Sociedades

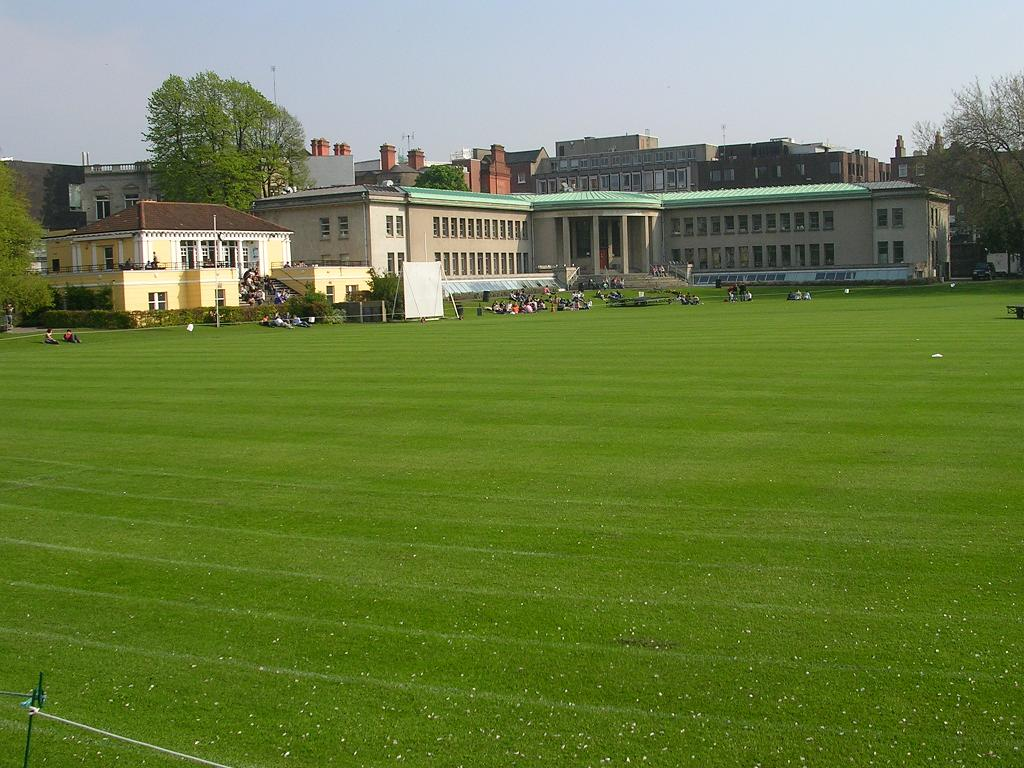
Campo de Cricket

Trinity College tiene una vida estudiantil bastante activa con 101 sociedades. Las sociedades estudiantiles operan bajo el eje del Comité Central de Sociedades de la University of Dublín que está compuesto de Tesoreros de cada una de las Sociedades dentro del Colegio. Los tamaños de las sociedades varían enormemente, sociedades grandes han llegado a tener hasta 1500 miembros, sociedades pequeñas pueden tener sólo entre 40 y 50 miembros. Las sociedades más grandes incluyen: las dos sociedades de debate situadas en el edificio Graduates' Memorial (GMB): la Sociedad Histórica del Colegio, conocida como The Hist y la Sociedad Universitaria Filosófica (Trinity College, Dublín), conocida como "The Phil"; la Sociedad Vincent de Paul, que organiza un gran número de actividades en la comunidad local; y los Actores de la University of Dublin que es una de las sociedades de drama más prolíficas en irlanda, ofreciendo más de 50 shows y eventos al año en su propio teatro en el centro Samuel Beckett. Exmiembros famosos de esta última incluyen a la actriz y escritora Pauline McLynn (Mrs Doyle de Padre Ted). Las sociedades de Trinity College han tenido una importante influencia social en Irlanda. Por ejemplo, la Laurentian Society ayudó a que en 1970 se pusiera término al requisito que exigía que los católicos contaran con una dispensa especial para estudiar en Trinity College.
TCD también tiene una Sociedad de Radio conocida como Trinity FM. Transmite desde la Casa 6 y ofrece una variedad en producciones hechas por estudiantes en la frecuencia 97.3 del FM durante seis semanas al año. Otra sociedad importante es SoFIA, la Sociedad de relaciones internacionales de la universidad (Society For International Affairs (SoFIA)) que invita diplomáticos y políticos extranjeros en la universidad.

### La Unión de Estudiantes
La función primordial de la Unión de Estudiantes es proveer un canal representativo reconocido entre estudiantes y las autoridades de la Universidad y el Colegio. Los Comités Ejecutivo, Financiero, de Servicios y los Oficiales Sabáticos administran los negocios y asuntos de la Unión. Los Oficiales Sabáticos son: el presidente, el Oficial Diputado Presidente/de Publicidad y Publicaciones, el Oficial de Bienestar, el Oficial de Educación y el Oficial de Entretenimiento y son electos en una base anual; todos los estudiantes tienen derecho a votar. El Presidente de la Unión de Estudiantes, Oficial de Bienestar y de Educación son miembros ex officio de la Junta del Colegio.

### La Unión de Estudiantes Graduados
El rol primario de la Unión de Estudiantes Graduados es el proveer un canal representativo reconocido entre posgraduados y las autoridades de la Universidad y del Colegio. El presidente de la UEG es un miembro ex officio de la Junta del Colegio. La Unión de Estudiantes Graduados publica el Journal of Postgraduate Research en una base anual.

### El Baile del Trinity
El Trinity Ball es la fiesta de música privada más grande de Europa, anualmente atrayendo más de 6 000 personas . Es una de las pocas grandes tradiciones que aún forman un evento en el calendario social de Dublín. El Baile se considera como historia y siempre tiene un grado de exclusividad en él. El Trinity Ball 2007 fue el Baile Anual número 48.

### En la cultura popular
A lo largo de los años, el campus universitario ha sido escenario de numerosas películas y series como Michael Collins, The First Great Train Robbery, Circle of Friends, Educating Rita, Ek Tha Tiger o The Blue Max.
Escritores como J. P. Donleavy  o Sally Rooney, quiénes fueron ellos mismos estudiantes en la universidad, han escrito varias novelas y relatos en los que los propios personajes asisten al Trinity.

## Asociaciones académicas

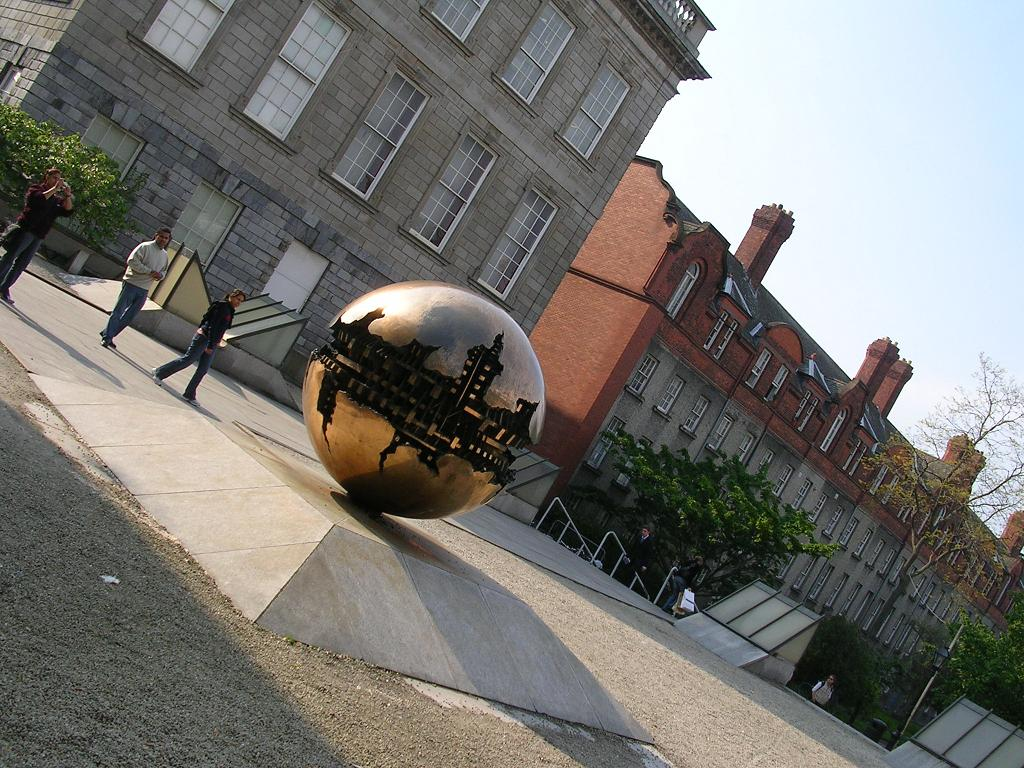
La escultura Esfera dentro de una esfera de Arnaldo Pomodoro en frente de la Biblioteca Berkeley.

Dos hospitales escuela están asociados con el Colegio:
- Adelaide & Meath Hospital, incorporando el Hospital Nacional Infantil, Tallaght
- Hospital de St. James, Dublín

Un número de instituciones educativas están involucradas en cursos ofrecidos conjuntamente:
- St. Catherine's College of Education for Home Economics, Blackrock
- Coláiste Mhuire, Marino
- Church of Ireland College of Education, Rathmines
- Church of Ireland Theological College, Braemor Park
- Froebel College of Education, Blackrock

La Escuela de Negocios en asociación con el Instituto de Administración Irlandés forma la Escuela de Graduados en Administración incorporando las facultades de ambas organizaciones.
Trinity ha estado asociado en el pasado con un número de otras instituciones educativas. Estas incluyen el Dublin Institute of Technology, University of Ulster y Royal Irish Academy of Music.
La Douglas Hyde Gallery, una galería de arte contemporáneo, está ubicada en el campus principal del colegio.

## Gobierno
La Universidad está encabezada, titularmente, por el Canciller, actualmente la expresidenta irlandesa y ex-Alto Comisionado de las Naciones Unidas para los Derechos Humanos, Mary Robinson. El Colegio es encabezado por el Proboste, actualmente John Hegarty. El colegio está oficialmente incorporado como El Proboste, Compañeros y Becados del Colegio de la Santa e Indivisible Trinidad de la Reina Isabel cerca de Dublín.
De hecho, el Cuerpo Corporativo del Colegio es aún encabezado por el Proboste, Compañeros y Becados. El Proboste es elegido básicamente por compañeros del personal académico, pero los votos de los estudiantes tienen un pequeño peso. Elección para Compañero y Becado se da al personal académicos y estudiantes respectivamente. El estatus de Compañero se le da al personal académico que han sido excelentes en su campo de investigación. La becas de la Fundación, informalmente conocidas como schols, son otorgadas a los estudiantes que obtienen honores de primera clase en las examinaciones de Becas que se sostienen cada año al final del término Hilary. Tras la elección de Becado (usualmente en el Sénior Freshman o segundo año), los Becados son recompensados con una variedad de derechos, incluyendo un salario anual, vivienda gratis en el campus, una comida cada día de la semana laboral en el tradicional comedor de los Comunes y exención de las examinaciones anuales al final del segundo año.
El gobierno del Trinity fue cambiado en 2000, por los Oireachtas, en la legislación introducida por la Junta del Trinity: el Acta del Trinity College, Dublín (Enmienda de Autorizaciones y Cartas Patentes) del 2000. Esta fue introducida separadamente del Acta de Universidades de 1997. Esta dice que la Junta debe consistir de:
- El Proboste, Vice-Proboste, Lector, Registrar y Bursar en Jefe;
- Seis Compañeros;
- Cinco miembros del personal académico que no sean Compañeros y por lo menos tres de ellos no deben exceder el cargo de Lector en jefe;
- Dos miembros del personal académico con el cargo de profesor;
- Tres miembros de personal no académico;
- Cuatro estudiantes del Colegio y al menos uno de ellos debe ser estudiante de posgrado;
- Un miembro que no sea empleado o estudiante del Colegio escogido por un comité de la Junta que debe comprender del Proboste y dos miembros de la Junta entre nominaciones hechas por tal organización tales como el representante de tal asunto o interés profesional como la Junta considere apropiado;
- Un miembro designado por la Junta en la nominación de Ministro Irlandés para la Educación y Ciencia siguiendo la consulta con el Proboste.

El personal académico compañero y no compañero son elegidos para servir por un periodo determinado; las elecciones más recientes tomaron lugar en el 2005 para periodos de tres y cinco años, como un paso transicional hacia periodos más regulares. Los cuarto miembros estudiantiles son el presidente, el Oficial de Educación y el Oficial de Bienestar de la Unión de Estudiantes y el presidente de la Unión de Estudiantes Graduados (todos ex officio) y son electos anualmente por periodos de un año. El Vice-Proboste, Lector, Registrar y Bursar en Jefe son 'oficiales anuales' designados por periodos de un año (renovable) por el Proboste.

## Representación parlamentaria
Continuando la tradición del Reino Unido (ya abandonada) de asignar curules en la Cámara de los Comunes a representantes de las universidades más antiguas, graduados de la University of Dublin (incluyendo a la Fundación de Becados de Trinity College) y la National University of Ireland cada una elige tres miembros al Seanad Éireann, el Senado Irlandés. Los periodos son servidos hasta que se convoca una nueva elección general tras la disolución del Dáil Éireann.
Los tres Senadores del Trinity actualmente en cargo son la doctora Mary Henry, el erudito joyceano David Norris y el periodista Shane Ross. La doctora Henry ha anunciado su retiro en las próximas elecciones (anticipadas para julio/agosto de 2007). Antiguos senadores del Trinity han incluido a la actual Canciller de la Universidad Mary Robinson. Notables representantes en la Cámara de los Comunes han incluido al entonces Sir Edward Carson.

## Investigación e innovación
Trinity College es el centro de investigación reconocido internacionalmente como el más productivo de Irlanda. La Universidad opera un Centro de Innovación que impulsa la innovación y consultoría académica, provée consejo en patentación e información de investigación y facilita el establecimiento y operación de laboratorios industriales y compañías del campus.
En 1999 la Universidad compró un Centro Empresarial en Pearse Street, a siete minutos a pie del Centro de Innovación del Campus. El lugar tiene más de 200.000 pies cuadrados (19.000 m²) de espacio construido y contiene un edificio protegido, la Torre, que actualmente alberga un centro de Artesanía. El Centro Empresarial Trinity albergará compañías llevadas del sector investigativo de la Universidad en Dublín.

### Investigación multidisciplinaria
- Consocio del Envejecimiento
- Centro para Estudios de Cómputo y Lenguaje
- Centro para Estudios Irlandeses-Escoceses
- Centro de Investigación Infantil
- CRITE, Centro de Investigación en I.T. en Educación
- Centro de Investigación para el Empleo
- Iniciativa para el Alto Desempeño en Computación
- El Instituto de Política
- Grupo de Investigación en Genérica Neuropsiquiátrica
- Instituto Sami Nasr para Materiales Avanzados
- Centro Trinity para Bioingeniería
- Instituto Trinity de Neurociencia
- Instituto para Estudios de Integración Internacional
- El Centro para Investigación en Telecomunicaciones Valor-Cadena
- CRANN, Centro para Investigación en Nanoestructuras y Nanodispositivos Adaptivos
- Centro para Estudios de Género y de las Mujeres

### Programas en tecnología avanzada
- Biotecnología - Centro Nacional de Biotecnología Farmacéutica
- Investigación de Metales - Materiales Irlanda
- Investigación de Polímeros - Materiales Irlanda
- Optrónica - Optrónica Irlanda

### Laboratorios industriales del campus
- Laboratorio Corporación Élan
- Laboratorio Hitachi Dublín
- Laboratorio Kinerton Ltd

### Compañías del campus actuales y antiguas
- Authentik Ltd - Recursos de Aprendizaje del Lenguaje
- Commencements Ltd - Consultoría de Administración
- Cellix Ltd  - Proveedores de instrumentación microfluídico de laboratorios de investigación farmacéutica, biotecnológica y académica
- Eneclann Ltd  - Servicios Irlandeses de Investigación Genealógica
- EUnet - Soluciones de Internet
- Havok - Desarrollador de middleware para la industria de videojuegos, creadores del software software Havok
- Identigen Ltd  - Provisión de servicios de pruebas de ADN para trazabilidad de alimentos[9]
- Industrial Training Services Ltd  - Entrenamiento y Servicios para a industria de IT
- Insight Ltd  - Consultoría Estadística de Análisis de Datos
- Instituto de Estudios Europeos de Alimentos
- Iona Technologies Ltd  - Software
- Nutriscan Ltd - Investigación en Nutrición Humana y Servicios de Consultoría[10]
- Reminiscene Ltd  - Análisis de Mercados de Valores e Intercambio de Valores
- Scientific Resources Ltd - Aseguramiento de la Calidad de las industrias de alimentos, agricultura y farmacéutica
- Simtherg Ltd  - Consultoría en ingeniería y desarrollo de software de simulación
- Tolsys Ltd - Hardware y software especializado en el área de computadoras tolerantes a los errores
- X-Communications  - Compañía de desarrollo e investigación multimedia

## ExplorEnz
Desde 2005, el Trinity College mantiene una base de datos de enzimas llamada «ExplorEnz», que refleja y es la principal fuente de la Lista de Nomenclatura de Enzimas de la IUBMB. La información está disponible públicamente en www.enzyme-database.org. Los datos se almacenan en una base de datos MySQL y son accesibles como archivos comprimidos SQL y XML a través de FTP. El proyecto fue financiado principalmente por la Science Foundation Ireland y es desarrollado y mantenido por Andrew McDonald. Las enzimas se clasifican según las reacciones que catalizan, indicando de cada una el número EC, el nombre más comúnmente aceptado, la reacción que cataliza, los nombres alternativos, el nombre sistemático, comentarios extra y referencias a fuentes externas. ExploreEnz sirve de base para otras bases de datos, entre las que se encuentran BRENDA, ExPASy, GO y KEGG.